# Йохан Якоб Фробергер
Йоха́н Я́коб Фро́бергер (на немски: Johann Jakob Froberger) (18 май 1616 – 7 май 1667 г.) е германски композитор от епохата на стила барок, изпълнител на клавесин и орган. Съвременните изследователи го считат за един от най-значимите композитори от пред-баховия период.

## Биография
Фробергер е роден през 1616 г. в Щутгарт и най-вероятно е получил първоначалното си музикално образование при баща си. През 1634 г. Заминава за Виена, където през 1637 г. става придворен органист. През същата година заминава за Рим, където се учи при Джироламо Фрескобалди. През 1641 г. Фробергер се връща във Виена, където остава до 1657 г., периодически напускайки града по дипломатически поръчения на Фердинанд III: посещава Брюксел, Дрезден, Антверпен, Лондон и Париж, където живее 3 години (1650 – 1653) и изучава френска музика. През 1652 г. Фробергер се среща с френския композитор Луи Купрен. След смъртта на Фердинанд Фробергер заминава за Елзас, където преподава музика. Умира в Монбеляр през 1667 г.